# 799.
◄ | 7. stoljeće | 8. stoljeće | 9. stoljeće | ►
◄ | 760-ih | 770-ih | 780-ih | 790-ih | 800-ih | 810-ih | 820-ih | ►
◄◄ | ◄ | 796. | 797. | 798. | 799. | 800. | 801. | 802. | ► | ►►
Astronomija • Književnost • Kršćanstvo • Pravo • Promet

## Događaji
- Jesen – Vojska Primorske Hrvatske pod vodstvom Višeslava pobjeđuje franačku vojsku pod vodstvom Ericha tijekom Opsade Trsata.

## Smrti
- Erich, furlanski markgrof

## Vanjske poveznice
|  | Zajednički poslužitelj ima još gradiva o temi 799. |